# بلو وینگ ایرلاینز
بلو وینگ ایرلاینز (به انگلیسی: Blue Wing Airlines) یک شرکت هواپیمایی است که در تاریخ ۲۰۰۲ میلادی تأسیس شده است. دفتر مرکزی بلو وینگ ایرلاینز در پاراماریبو، سورینام واقع شده‌است و قطب این شرکت هواپیمایی در فرودگاه زورخ ان هوپ قرار دارد.